# Baltazar Balbo Teixeira
Baltazar Balbo Garragori Teixeira (São Gabriel, 23 de fevereiro de 1940) é um político e pecuarista brasileiro. Foi Prefeito de sua cidade natal durante três períodos. 

## Vida pessoal
Filho do produtor rural Eliseu Lopes Teixeira e de Edy Garagorri Teixeira, é irmão de Burgos e Carmem. Cursou os estudos no Ginásio São Gabriel, educandário de educação católica, restrito à rapazes. Balbo Teixeira é casado com Carmem Pereira, pai de dois filhos, Marcelo Balbo e Cynthia, e avô de um neto, Luca.

## Vida pública
Iniciou na vida pública ainda bem jovem. Foi um atuante líder estudantil na década de 1960. Apesar da simpatia pelo trabalhismo quando líder estudantil, foi na base do regime militar que Balbo Teixeira construiu sua carreira política, aderindo inicialmente ao movimento jovem da Aliança Renovadora Nacional (Arena). Já na redemocratização, quando o bipartidarismo se esfacelou em várias siglas, aderiu ao Partido Democrático Social (PDS), pelo qual cumpriu seu primeiro mandato de prefeito. Em 1987 tornou-se o responsável pela criação do Partido Liberal (PL) no Rio Grande do Sul, tornando-se seu presidente estadual, concorrendo a deputado federal nas eleições de 1990. Acabou expulso do PL pelo seu então presidente, Onyx Lorenzoni, após a campanha eleitoral de 1994, por apoiar abertamente um candidato de fora da sigla – Marcelo Balbo Teixeira, do Partido da Frente Liberal (PFL) – para deputado estadual. No ano seguinte ingressou no PFL, partido onde permaneceu mais tempo, e que definiu sua identidade política. Nesta sigla, permaneceu de 1995 a 2007. Foi filiado ainda ao Partido da República, ao Partido Socialista Brasileiro, ao Patriota, ao PSC e atualmente está filiado ao Republicanos. 
Foi vereador de São Gabriel por nove anos. Esse trabalho na Câmara Municipal levou Balbo à prefeitura de São Gabriel, de 1983 até 1988. Voltou a ser eleito pelo povo em 1993 e concluiu o mandato em 1996. Em 2005 iniciou seu terceiro mandato no comando da prefeitura, o qual concluiu em 2008.
Em 2008 o Ministério Público de São Gabriel ingressou com três ações eleitorais contra o prefeito eleito, Baltazar Balbo Teixeira, e seu vice, Inocêncio da Cunha Fernandez Gonçalves, pedindo a cassação do registro de ambos, acusados de compra de votos.
Além de cargos eletivos, Balbo já gerenciou a Caixa Econômica Estadual do Rio Grande do Sul, foi diretor administrativo da Companhia Intermunicipal de Estradas Alimentadoras, presidiu a Fundação Educacional de São Gabriel, foi vice-presidente da Fecocarne, presidente da Associação dos Municípios da Fronteira-Oeste e presidente da Companhia de Geração Térmica de Energia Elétrica (CGTEE). Também foi conselheiro administrativo da Companhia Estadual de Energia Elétrica  e da Companhia Rio Grandense de Mineração
Em 2010 foi candidato a deputado estadual e conquistou mais de 18 mil votos, ficando na suplência. Em 2012, tentou concorrer novamente a prefeito de São Gabriel, mas teve sua candidatura impugnada. Sua última participação eleitoral foi em 2016, quando concorreu a vice-prefeito, não sendo eleito. 